# SCM Politehnica Timișoara
SCM Politehnica Timișoara este o echipă profesionistă de handbal masculin din Timișoara, care joacă în Liga Națională. Înființată în 1947, este una dintre cele mai vechi echipe din România. Ea are în palmares 2 titluri și 2 cupe ale României.

## Istorie
În anul 1947 este înființată echipa de handbal în 11 a Politehnicii Timișoara. Studentul din anul al cincelea de la Facultatea de Mecanică, Mihai Popa, i-a trimis o telegramă profesorului de sport, de la Mediaș, Gheorghe Gunesch, prin care l-a informat de posibilitatea înființării unei echipe în cadrul clubului sportiv Politehnica. 
Adversara din primul meci al Politehnicii a fost echipa elevilor Liceului Piarist din Timișoara; studenții s-au impus cu 14-0.
Prima partidă în deplasare, s-a disputat tot în luna septembrie 1947, la Lugoj, în deschiderea întâlnirii de fotbal din cadrul Diviziei B, CSM Lugoj – Politehnica. Jocul s-a terminat cu victoria lugojenilor, scor 6-4.
Primul meci oficial a fost pe 21 martie 1948, la Timișoara, contând pentru Cupa României. Pe Stadionul UMT, Poli a întâlnit pe CSM Lugoj, meci înaintea derby-ului Diviziei A de fotbal, CFR Timișoara – ITA. Studenții au terminat învingători cu scorul de 7-3 și au aliniat formația: Sidea, Stănescu, Manole, Klein, Gârlașiu, Kraushaar, Baciu, Schreier, Gunesch, Wegemann, Schwartz.
Meciul de promovare în prima divizie de handbal a țării a fost pe 6 aprilie 1948. Politehnica a câștigat în fața echipei ploieștene a Societății Petroliere Româno-Americană, cu scorul de scorul de 14-4. Golurile au fost marcate de Gunesch (9), Baciu (3), Schwarz (2). Primul meci în Divizia A, s-a desfășurat pe 10 octombrie: Sindicatul Textil Cisnădie – Politehnica Timișoara 4-10, oaspeții demonstrându-și superioritatea la toate capitolele. Primul meci internațional de handbal, la Timișoara, a fost în vara anului 1949, adversare fiind formațiile Ungariei. Băieții au pierdut cu 1-7, iar fetele cu 1-4. 

### Primul titlu de campioană
Știința Timișoara a câștigat campionatul la golaveraj, în fața echipei CCA (actuala Steaua). Bănățenii au avut raportul de golaveraj 1,51, iar CCA 1,49 (golaverajul se calcula prin împărțire). Decisiv a fost meciul restant din toamna lui 1956, Progresul Arad – Știința Timișoara 3-17. Pe 18 noiembrie 1956, în deschiderea meciului de fotbal Știința Timișoara – CCA, echipei de handbal Știința i-au fost înmânate cupa și tricourile de campioană a României.
Echipa de handbal în 11 a mai fost activă până în iarna anului 1959. Atunci s-a renunțat practic la această configurație, deoarece de câteva sezoane prinsese contur competiția internă de handbal în 7, una tot mai spectaculoasă și cu mare priză la public.
Primul meci oficial de handbal în 7 s-a disputat la finalul anului 1951, în cadrul primei competiții, la care au participat 16 echipe din zona vestică a României. Prima competiție internă în 7 a vut loc în iarna aniilor 1959-1960, când finala și-au disputat-o Dinamo București și Știința Timișoara. Pe 5 martie 1960, s-a acordat primul titlu republican la handbal în 7, după Dinamo – Știința 19-11.
În anul 1966, echipa a luat numele Politehnica Timișoara.
Anii '80 au adus cele mai notabile performanțe din existența echipei alb-violete. Chiar dacă în respectiva perioadă nu s-a cucerit nici un titlu național, Politehnica a fost prezentă mai tot timpul în lupta pentru un loc „european” și a jucat trei finale de Cupa României, în 1983, în 1986 (aceasta fiind câștigată) și în 1988.
Anul 1985 a fost anul debutului într-un meci oficial de cupe europene. Pe 3 noiembrie 1985, Politehnica a jucat, la Timișoara cu formația cehoslovacă, Tatran Presov. Emoțiile și lipsa de experiență s-au simțit, jocul încheindu-se egal, 19-19. În retur, cei din Presov s-au impus la doar un gol diferență, 19-18, dar și-au câștigat dreptul de a evolua mai departe în Cupa EHF.
Anul 1986 a fost cel mai prolific, aducând atât medaliile de bronz cât și Cupa României. La momentul respectiv, Politehnica a avut poate cel mai omogen și mia puternic lot din istoria ei.

### Al doilea titlu de campioană
Timișoara a speculat momentele de slăbiciune ale echipelor bucureștene și a reușit să se impună după un campionat pornit foarte bine. Studenții de pe Bega au continuat cu victorii în fața echipelor Steaua și Dinamo, însă și cu două deziluzii pe terenurile echipelor HC Minaur Baia Mare și Universitatea Craiova. Totul s-a terminat însă cu bine și ceea ce părea să fie doar un vis nebunesc la începutul campionatului s-a transformat într-o realitate fericită pentru Politehica – titlul de campioană națională. Campionii României din anul 1991. 
După perioada cea mai frumoasă din istorie a venit perioada ce mai neagră a existenței clubului de pe Bega. Lotul campionilor s-a destrămat, deoarece fiecare jucător a căutat un contract mai avantajos, de cele mai multe ori în străinătate. În aceste condiții, participarea în Cupa Campionilor a fost fără glorie (victorie cu Filipos Verias, dar eliminare cu USAM Nimes), iar în campionatul intern deziluziile au fost mai numeroase decât satisfacțiile. A urmat și „exodul” celorlalți jucători spre Lugoj, unde gruparea nou formată a trăit o experiență de primă divizie.
Din 1995, Politehnica și-a reluat activitatea încercând revenirea spre vârful handbalului de la noi. Au fost însă multe ediții în care bănățenii au forțat promovarea, dar totul s-a dovedit a fi „un castel de nisip”. O singură ediție a rezistat Politehnica în Liga Națională, în sezonul 1997-1998, după care a revenit în Divizia B, unde a strâns rândurile și a pus la punct strategia pentru următorul deceniu.
Promovarea din anul 2000 a fost pentru Politehnica momentul revirimentului mult așteptat. Având tehnicieni tineri, cu nevoie de experiență, formația alb-violetă și-a propus participarea în cupele europene, dar a ratat-o în câteva rânduri din cauza lipsei unei victorii. Cel mai aproape de eurocupe a fost în anul 2002, atunci, când antreorul Adrian Ștot și jucătorii lui au terminat pe locul 6.
Au urmat și meciurile cu Fram Reykjavik, ambele disputate la Timișoara, în care Poli a avut și noroc, pentru că în ultimul minut de joc islandezii au ratat o aruncare de la 7 metri, care le-ar fi asigurat calificarea. Portarul bănățenilor, Nenad Damjanovic, a fost salvat de bară și Politehnica a putut savura împreună cu spectatorii un rezultat notabil – calificarea în sferturile de finală ale Cupei Challenge. În respectiva fază, băieții pregătiți de Gelu Bota și Petru Ianto au fost învinși de Benfica Lisabona, echipă care avea să devină peste doar o lună și jumătate campioana Portugaliei.
Bucuria egalării performanței din 1988 –Politehnica era din nou în sferturile de finală ale unei competiții europene, după dubla de la Timișoara cu Fram Reykjavik.

## Palmares
- Liga Națională (2):
  - Câștigătoare: 1956, 1991

- Cupa României (2):
  - Câștigătoare: 1986, 2019

## Lotul de jucători
| Număr | Nume              | Naționalitate     | Poziție         |
| ----- | ----------------- | ----------------- | --------------- |
| 24    | Zlatko Daskaloski | Macedonia de Nord | Portar          |
| 12    | Cristian Tcaciuc  | România           | Portar          |
| 16    | Ludovic Varo      | România           | Portar          |
| 08    | Irakli Chikovani  | Georgia           | Inter stânga    |
| 31    | Alin Șania        | România           | Inter stânga    |
| 14    | Antonio Pribanić  | Croația           | Pivot           |
| 15    | Marius Sad        | România           | Inter dreapta   |
| 22    | Leordean Ștefan   | România           | Pivot           |
| 89    | Andrei Santeiu    | România           | Pivot           |
| 19    | Wily Wokan        | România           | Centru          |
| 34    | Cristian Fenici   | România           | Centru          |
| 09    | Denis Neamțu      | România           | Extremă stânga  |
| 17    | Filip Marjanović  | Serbia            | Extremă stânga  |
| 10    | Flavius Cîmpan    | România           | Extremă dreapta |

## Banca tehnică
| Nume           | Naționalitate | Ocupație           |
| -------------- | ------------- | ------------------ |
| Vlad Caba      |               | Antrenor principal |
| Lucian Ghiulai | România       | Antrenor secund    |
| Cătălin Miu    | România       | Medic              |
| Nicolae Roman  | România       | Kinetoterapeut     |

## Conducerea administrativă
| Nume               | Naționalitate | Ocupație                     |
| ------------------ | ------------- | ---------------------------- |
| Ioan Silviu Doboși | România       | Președinte                   |
| Ioan Covăsânțan    | România       | Vicepreședinte Administrativ |
| Dan Dumitru        | România       | Vicepreședinte Sport         |
| Mihai Rusu         | România       | Director Administrativ       |
| Bogdan Vaipan      | România       | Organizator de competiții    |
| Radu Olărescu      | România       | Director Financiar           |
| Mihai Andrei       | România       | Consilier Juridic            |
| Ani Albu           | România       | Consilier ITM                |
| Antonie Popescu    | România       | Consilier PM                 |
| Doru Costică       | România       | Manager Marketing            |
| Viorel Jurcuț      | România       | Ofițer de Presă              |